# Perryton, Texas
Perryton là một thành phố thuộc quận Ochiltree, tiểu bang Texas, Hoa Kỳ. Năm 2010, dân số của xã này là 8802 người.

## Dân số
- Dân số năm 2000: 7774 người.
- Dân số năm 2010: 8802 người.